# Alexandrowka (Lgow)
Alexandrowka (russisch Александровка) ist ein Dorf (derewnja) in der Oblast Kursk in Russland. Es gehört zum Rajon Lgow und zur Landgemeinde (selskoje posselenije) Wyschnederewenski selsowjet.

## Geographie
Der Ort liegt gut 60 km Luftlinie südwestlich des Oblastverwaltungszentrums Kursk im südwestlichen Teil der Mittelrussischen Platte, 20 km südöstlich des Rajonverwaltungszentrums Lgow, 10 km vom Sitz des Dorfsowjet – Wyschnije Derewenki, 36 km von der Grenze zwischen Russland und der Ukraine, am Fluss Bobrik (Nebenfluss des Reut im Becken des Seim).

### Klima
Das Klima im Ort ist wie im Rest des Rajons kalt und gemäßigt. Es gibt während des Jahres eine erhebliche Niederschlagsmenge. Dfb lautet die Klassifikation des Klimas nach Köppen und Geiger.

## Bevölkerungsentwicklung
| Jahr | Einwohner |
| ---- | --------- |
| 2002 | 42        |
| 2010 | 31        |

Anmerkung: Volkszählungsdaten

## Verkehr
Alexandrowka liegt 8 km von der Straße regionaler Bedeutung 38K-024 (Lgow – Sudscha), an den Straßen interkommunaler Bedeutung 38N-443 (38K-024 – Wyschnije Derewenki – Durowo-Bobrik) und 38N-444 (38N-443 – Stremouchowo-Bobrik – Grenze zum Rajon Kurtschatow), 4,5 km von der nächsten (geschlossenen) Eisenbahnhaltestelle Derewenki (Eisenbahnstrecke Lgow-Kijewskij – Podkossylew) entfernt.
Der Ort liegt 125 km vom internationalen Flughafen von Belgorod entfernt.